# La Grande Vie (film, 1929)
Pour les articles homonymes, voir It's a Great Life.
Pour plus de détails, voir Fiche technique et Distribution.
La Grande Vie (It's a Great Life) est un film américain réalisé par Sam Wood et sorti en 1929.

## Synopsis
Deux sœurs mettent au point un spectacle qui rencontre le succès, mais se séparent lorsqu'une d'entre elles se marie.

## Fiche technique
- Titre original : It's a Great Life
- Réalisation : Sam Wood
- Scénario : Al Boasberg, Willard Mack, d'après une histoire d'Alfred Block, Byron Morgan, et Leonard Praskins
- Photographie : J. Peverell Marley
- Montage : Frank Sullivan
- Musique : William Axt
- Format : Partiellement en couleur[2]
- Production : Metro-Goldwyn-Mayer
- Durée : 93 minutes
- Date de sortie : 
  - États-Unis : 6 décembre 1929

## Distribution
- Rosetta Duncan : Casey Hogan
- Vivian Duncan : Babe Hogan
- Lawrence Gray : Jimmy Dean
- Jed Prouty : Mr. David Parker
- Benny Rubin : Benny Friedman
- Clarence Burton  : Policeman

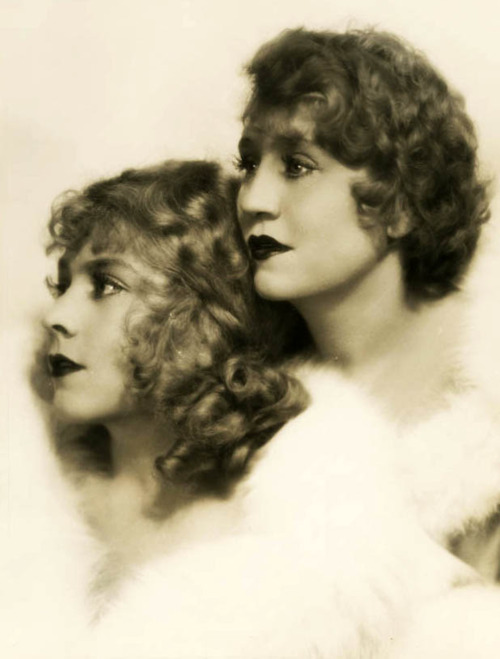
Les sœurs Duncan à l'époque du film.

- George Davis  : Store show stage hand
- Oscar Apfel  : Mr. Mandelbaum
- George Periolat : Mr. Weill
- Rolfe Sedan : Vaudeville violinist
- Ann Dvorak : Dancer in "Hoosier Hop" number